# Tadayoshi Yamamuro
Tadayoshi Yamamuro (山室直儀, Yamamuro Tadayoshi) (1960) és un animador i dissenyador de personatges japonès, relacionat amb els estudis Toei Animation.
El seu nom està relacionat principalment amb el de l'anime de Bola de Drac, una transposició animada del manga homònim escrit i il·lustrat per Akira Toriyama i serialitzat a Revista Weekly Shōnen Jump.

## Biografia
Des de petit va voler estudiar arts marcials, cosa que més tard va aconseguir als 23 anys en un temple Shaolin. L'any següent als seus estudis, el 1984, va ser contractat per l'empresa fundada per Mitsuo Shindō, Shindō Production, per treballar en l'adaptació televisiva del famós manga d'Akira Toriyama, Dr. Slump. Més tard, després d'haver contribuït a la creació d'algunes sèries d'animació, aviat es va convertir en un animador clau de la primera sèrie Bola de Drac, i posteriorment de les seqüeles Bola de Drac Z i Bola de Drac GT , incloses pel·lícules i especials de televisió. També és el dissenyador de personatges del videojoc arcade Dragon Ball Heroes. Des del 2015 s'ha incorporat oficialment a la plantilla de la nova sèrie de televisió d'anime produïda per Toei Animation, Dragon Ball Super, juntament amb altres veterans com Naoki Tate i Naotoshi Shida.

## Obres
- Dr. Slump
- Bola de Drac
- Bola de Drac Z
- Bola de Drac Z: La Resurrecció d'en Freezer
- Bola de Drac GT
- Dragon Ball Kai
- One Piece
- Digimon Frontier
- Konjiki no Gash Bell!!
- Toriko
- Dragon Ball Super